# Luan Peters
Luan Peters (* 18. Juni 1946 als Carol Hirsch in Bethnal Green, London, England; † vermutlich 24. Dezember 2017) war eine britische Schauspielerin und Sängerin.

## Leben
Peters trat in den 1960er Jahren zunächst unter dem Pseudonym Karol Keyes auf und hatte ab 1964 Plattenverträge bei EMI/Columbia und Fontana. 1967 begann sie daneben eine Schauspielkarriere, zunächst mit Gastauftritten in britischen Fernsehserien wie Doctor Who, Randall & Hopkirk – Detektei mit Geist und Task Force Police.
Anfang der 1970er Jahre änderte sie ihren Namen in Luan Peters und veröffentlichte 1971 zwei Singles bei Polydor, darunter den in Deutschland erschienenen Titel Wenn du mich liebst. Im selben Jahr hatte sie ihr Spielfilmdebüt in Anthony Slomans Filmdrama Not Tonight, Darling, und trat danach in den Hammer-Filmen Draculas Hexenjagd und Nur Vampire küssen blutig auf. Zudem wirkte sie in einer wiederkehrenden Rolle in der Seifenoper Coronation Street mit. Mitte der 1970er Jahre wurden ihre Filmengagements rarer, sie war jedoch bis Ende der 1970er Jahre weiterhin regelmäßig in Fernsehproduktionen zu sehen, unter anderem in Gastrollen in Die Profis und Fawlty Towers.
1975 trat sie bei Top of the Pops als Sängerin der Gruppe 5000 Volts mit dem Titel I’m on Fire auf, wobei der Song eigentlich von Tina Charles eingesungen worden war und Peters nur Playback sang. Am 8. Oktober 1977 sang sie in Folge 35 der Sendung Musikladen ihren bei CBS erschienenen Discotitel Love Countdown.
1981 war sie in der australischen Filmkomödie Banana Airlines – Die verrückteste Lustlinie der Welt letztmals in einem Kinofilm zu sehen, ihre bislang letzte Fernsehrolle spielte sie 1990 in der Polizeiserie The Bill.
Peters starb vermutlich am 24. Dezember 2017, ihr Tod wurde jedoch erst im Juni 2018 öffentlich bekannt.

## Filmografie (Auswahl)

### Film
- 1971: Draculas Hexenjagd (Twins of Evil)
- 1971: Nur Vampire küssen blutig (Lust for a Vampire)
- 1971: Männer der Gewalt (Man of Violence)
- 1972: Im Rampenlicht des Bösen (The Flesh and Blood Show)
- 1974: Vampira
- 1981: Banana Airlines – Die verrückteste Lustlinie der Welt (Pacific Banana)

### Fernsehen
- 1967: Doctor Who
- 1969: Randall & Hopkirk – Detektei mit Geist (Randall & Hopkirk (Deceased))
- 1971: Nichts als Ärger im Depot (On the Buses)
- 1971: Coronation Street
- 1973: Doctor Who
- 1978: Die Profis (The Professionals)
- 1979: Fawlty Towers
- 1980: Nick Lewis, Chief Inspector (The Enigma Files)
- 1989: The Bill